# Municipio de Canton (condado de McPherson)
El municipio de Canton (en inglés: Canton Township) es un municipio ubicado en el condado de McPherson en el estado estadounidense de Kansas. En el año 2010 tenía una población de 989 habitantes y una densidad poblacional de 10,64 personas por km².

## Geografía
El municipio de Canton se encuentra ubicado en las coordenadas 38°24′5″N 97°25′10″O / 38.40139, -97.41944. Según la Oficina del Censo de los Estados Unidos, el municipio tiene una superficie total de 92.99 km², de la cual 92.89 km² corresponden a tierra firme y (0.11%) 0.1 km² es agua.

## Demografía
Según el censo de 2010, había 989 personas residiendo en el municipio de Canton. La densidad de población era de 10,64 hab./km². De los 989 habitantes, el municipio de Canton estaba compuesto por el 97.67% blancos, el 0.3% eran afroamericanos, el 0.1% eran amerindios, el 0.1% eran asiáticos, el 0.2% eran isleños del Pacífico, el 0.2% eran de otras razas y el 1.42% pertenecían a dos o más razas. Del total de la población el 1.92% eran hispanos o latinos de cualquier raza.